# Сухиничі-Вузлові
Сухиничі-Вузлові — вузлова залізнична станція Брянського регіону Московської залізниці на перетині двох ліній: двоколійної електрифікованої магістралі Москва — Київ і одноколійної неелектрифікованої лінії Смоленськ — Тупик (станція в місті Козельськ), яка далі розгалужується на дві: одна прямує на Тулу, а інша — на Бельов і Горбачово. Остання разом з лінією Смоленськ — Тупик є частиною історичної лінії Смоленськ — Раненбург Рязано-Уральської залізниці. На теперішній час одна з ділянок цієї лінії (Тепле — Куликове Поле) повністю розібрана, тож від Смоленська до Раненбургу безпосередньо доїхати неможливо. Пасажирські потяги, що проходять лінією, після станції Тупик прямують на Тулу. Станція розташована в однойменному місті Калузької області.

## Історія
Відкрита 1899 року в ході будівництва Московсько-Києво-Воронезької залізниці та лінії Данков — Смоленськ Рязано-Уральської залізниці.

## Пасажирське сполучення
Потяги далекого сполучення, що прямують головним ходом Москва — Брянськ — Київ, здійснюють зупинки на станції  Сухиничі-Головні. Через станцію Сухиничі-Вузлові прямують тільки потяги у напрямку Тули та Смоленська.
Потяги приміського сполучення зі станції Сухиничі-Вузлові прямують до Калуги, Козельська, Спас-Деменська, станції Сухиничі-Головні і у зворотному напрямку. Для деяких потягів станція Сухиничі-Вузлові є кінцевою.